# Condado de Offaly
El condado de Offaly (en irlandés: Uíbh Fhailí) es un condado en la provincia de Leinster, Irlanda.
Área: 1,999 km². Población (2002) 63.663. Punto más alto: Monte Arderin (527 m), en la cadena de las Montañas Slieve Bloom. Limita al norte con los condados de Roscommon, Westmeath y Meath, al este con Kildare, al sur con Laois y con Typperary, además de también por el oeste, junto con Galway. Capital: Tullamore. Otros pueblos importantes son Edenderry y Birr.
Condado de gran tradición en los deportes gaélicos (especialmente hurling) y en rugby.

## Ciudades y pueblos
- Ballinagar (453)
- Ballycumber (208)
- Banagher (1760)
- Belmont (200)
- Birr (4370)
- Bracknagh (212)
- Clara (3336)
- Cloghan (601)
- Clonygowan (198)
- Clonbullogue (439)
- Crinkill (682)
- Daingean (1077)
- Edenderry (7359)
- Ferbane (1191)
- Geashill (395)
- Kilcormac (935)
- Killeigh (212)
- Killoughey (142)
- Kinnitty (381)
- Moneygall (313)
- Mucklagh (826)
- Pullough (227)
- Rhode (811)
- Shannonbridge (175)
- Shannon Harbour
- Shinrone (645)
- Tullamore (14607)